# Paguera
Paguera (oficialmente en catalán: Peguera) es una localidad española perteneciente al municipio de Calviá, en Mallorca, la mayor de las Baleares. Consta de tres grandes playas y una centena de hoteles, hostales y apartamentos. Tiene una población de 3930 habitantes (2019). Es colindante al oeste con la localidad turística de Santa Ponsa y al este con el municipio de Andrach, famoso por su puerto pesquero. Asimismo, forma parte del entramado del Paseo Calviá, un paseo peatonal considerado como el pulmón verde del municipio.

## Historia
Uno de sus hitos históricos consistió en el desembarcó del rey Pedro IV en 1343, cuando acudió a reconquistar la isla del reinado de Jaime III. Los piratas Barbarroja y los hermanos Horuch y Kaid ben Eddin Dragut tuvieron sus incursiones por la zona conocida como Cala Fornells, cuando desembarcaban para llevarse a cautivos esclavizados, para su posterior reventa en mercados de Argel. La finca o predio Paguera fue reformada por el ingeniero inglés Henry Waring que vino a desecar la Albufera de Alcudia, su nieta Francisca Roca Waring llamada la señora de Paguera, quién urbanizó la localidad y le dio el impulso turístico fue la última en vivir en la posesión Predio Paguera.
Una de las primeras construcciones que tuvo la cala en 1926 era Ca Na Tacha, reformada por Natacha Rambova que también reformó y decoró la finca conocida como S'estaca, la cual fue un plató cinematográfico de varias películas, entre algunas de ellas podemos nombrar Muerte bajo el sol, con Peter Ustinov, de la escritora de novelas de intriga Agatha Christie. Un asiduo visitante de la finca solía ser el padre del rey Juan Carlos de Borbón, el cual recalaba su barco por estos lugares, cuando fue propiedad de la condesa de Villa Gonzalo, Esperanza Chavarri.
La mayoría de visitantes son turistas predominantemente alemanes, llegando a ser al menos el 90% de la zona.

## Galería

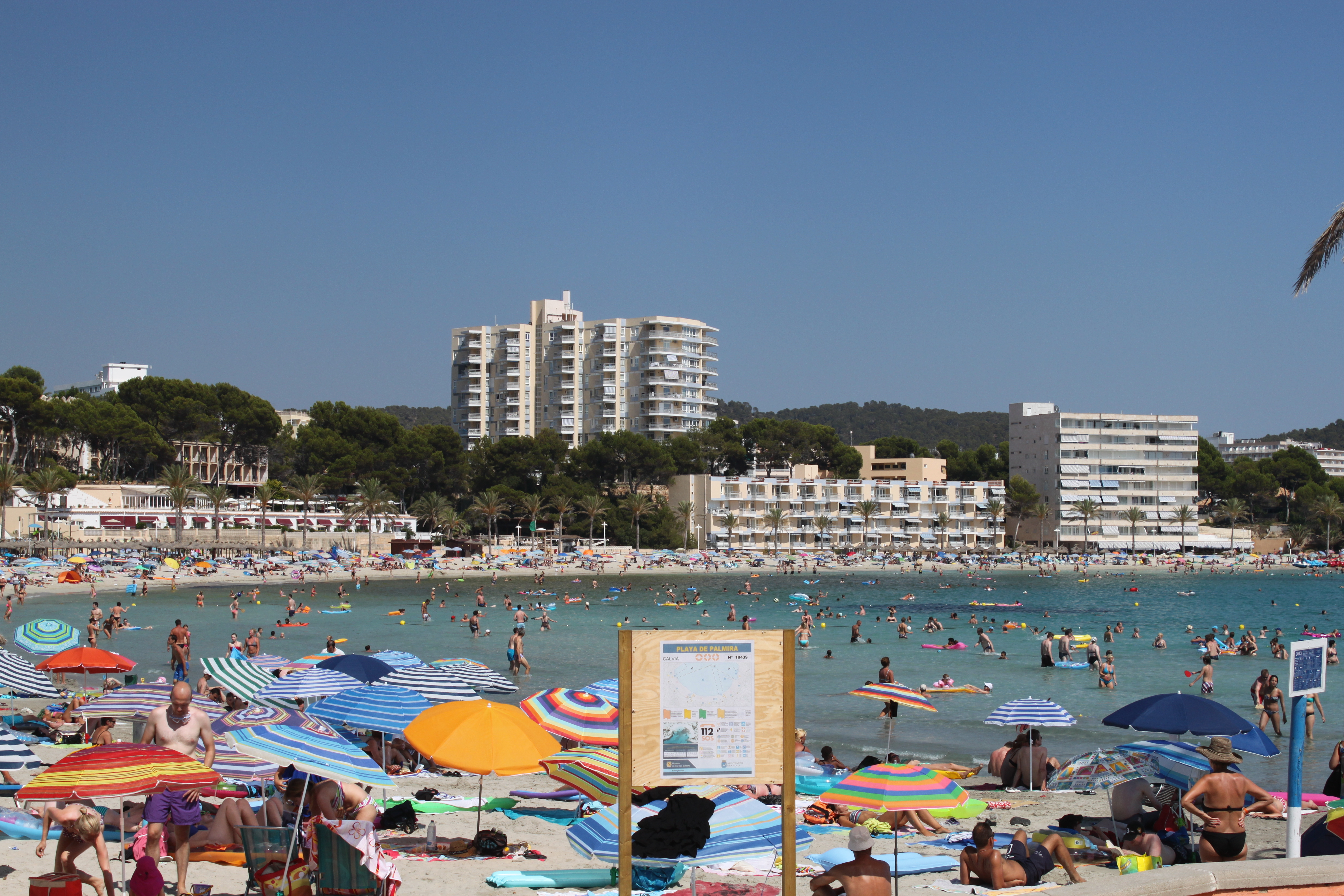
Playa de Paguera.
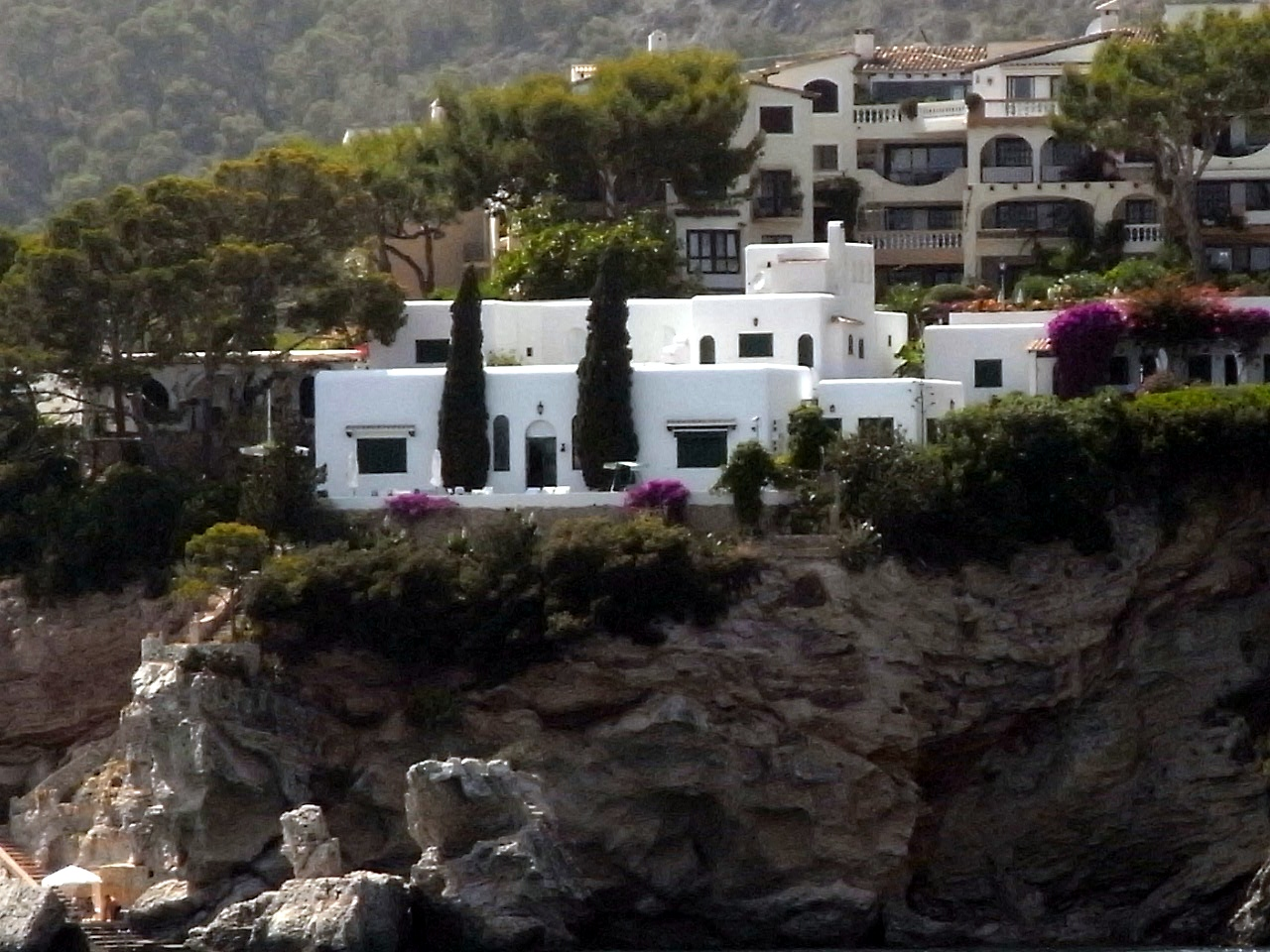
Chalet Ca Na Tacha.